# Ten on One (The Singles)
Ten on One (The Singles) es un disco recopilatorio de la cantante alemana Sandra, editado en 1987 solo dos años después de la publicación de su álbum debut The Long Play en 1985. Se acompañó con una colección de  vídeos musicales editado en formato VHS, donde la cantante dio a conocer a sus seguidores parte de su rutina diaria en lo que era su vida privada.

## Canciones del álbum
Ten on One (The Singles) incluía una versión de Sandra de una de sus canciones favoritas de cuando era pequeña, «Everlasting Love», que la llevó al número 5 de la lista musical alemana. El vídeo musical de la canción mostraba a Sandra y a un modelo masculino representar a varias parejas de amantes a través de las diferentes épocas en que les había tocado vivir, entre las cuales estaban Adán y Eva, Bonnie y Clyde, Cleopatra y Marco Antonio, y una colorida pareja punk de los años de 1980.
El equipo de productores británico Stock Aitken Waterman trató de repetir el éxito de «Everlasting Love» al lanzar una remezcla de la canción para el mercado británico en 1988. La canción fue un éxito moderado en el Reino Unido (alcanzó el número 45), pero logró mejor aceptación en Suecia, Filipinas y Sudáfrica. 
El segundo sencillo del álbum, «Stop for a Minute», consiguió entrar en el top 10 de las listas en Alemania. Fue escrito especialmente para la serie criminal de la televisión alemana Tatort; Sandra cantó el tema durante una escena en un club en uno de los episodios de la serie.

## Lista de canciones
| Cara 1 |                     |                                      |          |  |
| N.º    | Título              | Música - Letra                       | Duración |  |
| 1.     | «Everlasting Love»  | James Cason/Mac Gayden               | 3:51     |  |
| 2.     | «Hi! Hi! Hi!» (*)   | Cretu/Kemmler - Cretu/Hirschburger   | 4:08     |  |
| 3.     | «Stop for a Minute» | Cretu - Hirschburger                 | 4:05     |  |
| 4.     | «Innocent Love» (*) | Kemmler/Herter - Müller/Hirschburger | 5:23     |  |
| 5.     | «Little Girl»       | Kemmler/Löhr/Cretu - Hirschburger    | 3:11     |  |
| 20:38  |                     |                                      |          |  |

| Cara 2 |                                            |                                      |          |  |
| N.º    | Título                                     | Música - Letra                       | Duración |  |
| 1.     | «Maria Magdalena»                          | Kemmler/Löhr/Cretu - Palmer-James    | 3:58     |  |
| 2.     | «In the Heat of the Night»                 | Cretu/Kemmler - Löhr/Hirschburger    | 5:20     |  |
| 3.     | «Midnight Man» (*)                         | Kemmler/Cretu - Kemmler/Hirschburger | 3:03     |  |
| 4.     | «Don't Cry (The Breakup of the World)» (*) | Kemmler/Cretu - Kemmler/Hirschburger | 4:51     |  |
| 5.     | «Loreen»                                   | Peter/Cretu - Peter/Hirschburger     | 4:17     |  |
| 21:29  |                                            |                                      |          |  |

## Personal
Detalles de producción
- Teclados y programación por ordenador: Michael Cretu
- Guitarra eléctrica y acústica: Markus Löhr
- Acompañamiento vocal: Hubert Kemmler, Michael Cretu, Peter Ries y Thissy Thiers
- Percusión electrónica en «Everlasting Love»: Curt Cress
- Guitarras adicionales: Mats Björklund y Peter Cornelius
- Producido por Michael Cretu, excepto (*) producido por Michael Cretu y Armand Volker
- Grabado y mezclado en Data-Alpha-Studio, Múnich (Alemania)

Detalles del álbum
- Diseño de portada: Mike Schmidt (Ink Studios)
- Fotografía: Dieter Eikelpoth

## El vídeo
Para acompañar al álbum recopilatorio, se publicó por separado, y en videocasete VHS, todos los vídeos musicales promocionales que se rodaron hasta entonces de las canciones de los sencillos de Sandra. Incluía, por orden cronológico, los vídeos musicales de «Maria Magdalena», «In the Heat of the Night», «Little Girl», «Innocent Love», «Hi! Hi! Hi!», «Loreen», «Midnight Man», «Stop for a Minute» y «Everlasting Love» (extended version).
Entre cada videoclip se intercalaron unos breves reportajes, de unos dos minutos de duración, sobre la vida privada y los gustos de la cantante comentados por ella misma. Uno de los reportajes, intercalado entre los videoclips de «Innocent Love» y «Hi! Hi! Hi!» y que duraba casi cinco minutos, relataba la sesión de grabación de la canción «Don't Cry (The Breakup of the World)».
«Everlasting Love», al contrario que en el álbum Ten on One (The Singles), se presentó en el vídeo en una remezcla de siete minutos y trece segundos de duración. Esta versión extendida ya había aparecido dos meses antes en disco sencillo de doce pulgadas. El videoclip original de la canción se completó, para su publicación en el vídeo, con imágenes del rodaje del mismo.

## Posiciones
Posiciones alcanzadas por el álbum Ten on One (The Singles):
| País (1987) | Máxima posición |
| ----------- | --------------- |
| Alemania    | 19              |
| Austria     | 28              |
| Suiza       | 14              |

### Certificaciones
| País     | Organismo certificador | Año certificación | Certificación | Ventas certificadas | Ref.  |
| -------- | ---------------------- | ----------------- | ------------- | ------------------- | ----- |
| Alemania | BVMI                   | 1990              | Oro           | 250 000             | [ 4 ] |
| Francia  | SNEP                   | 1988              | Oro           | 100 000             | [ 5 ] |
| Suiza    | IFPI - Suiza           | 1998              | Platino       | 50 000              | [ 6 ] |

| País     | Organismo certificador | Año certificación | Certificación | Ventas certificadas | Ref.  |
| -------- | ---------------------- | ----------------- | ------------- | ------------------- | ----- |
| Alemania | BVMI                   | 2007              | Oro           | 25 000              | [ 4 ] |